# منتخب تشيكوسلوفاكيا لكرة اليد للسيدات
منتخب تشيكوسلوفاكيا لكرة اليد للسيدات كان الممثل الرسمي لتشيكوسلوفاكيا في رياضة كرة اليد. فاز ببطولة العالم لكرة اليد للسيدات في سنة 1957.